# Poušť (Jindřichovice)
Poušť (německy Oed) je osada náležející ke dva kilometry vzdálené obci Jindřichovice v okrese Sokolov v Karlovarském kraji.
Poušť je také název katastrálního území o rozloze 2,61 km².

## Historie
Název osady byl odvozen od německého názvu Öde, tedy pustina. Podle pověsti obyvatelé původní osady zemřeli na morovou epidemii a noví osadníci ji pojmenovali Oedt. Ze smyslu tohoto pojmenování vychází i český název osady.
První písemná zmínka o Poušti je z roku 1565, kdy patřila k nejdeckému panství a jeho součástí zůstala až do poloviny 19. století. Roku 1850 se stala samostatnou obcí. Od roku 1880 zde stála jednotřídní škola a ze spolků zde působili dobrovolní hasiči. Východně se nacházela místní část Nová Poušť. Po odsunu německého obyvatelstva po druhé světové válce se obec postupně vylidňovala a nyní slouží jako rekreační místo chalupářů.

## Obyvatelstvo
Při sčítání lidu v roce 1921 zde žilo 176 obyvatel (z toho 86 mužů) německé národnosti a římskokatolického vzdělání. Podle sčítání lidu z roku 1930 měla vesnice 189 obyvatel německé národnosti, kteří se kromě jednoho člověka bez vyznání hlásili k římskokatolické církvi.
| Rok            | 1869 | 1900 | 1930 | 1961 | 2011 | 2014 |
| -------------- | ---- | ---- | ---- | ---- | ---- | ---- |
| Počet obyvatel | 195  | 191  | 189  | 23   | 9    | 14   |